# 中井武三 (陸軍軍人)
中井 武三（なかい たけぞう、1884年（明治17年）2月29日 - 1951年（昭和26年）2月21日）は、大日本帝国陸軍軍人。最終階級は陸軍少将。

## 経歴
1884年（明治17年）に東京府で生まれた。陸軍士官学校第15期卒業。1926年（大正15年）10月に陸軍省整備局統制課高級課員に就任し、1928年（昭和3年）8月10日に陸軍歩兵大佐進級と同時に名古屋連隊区司令官に就任した。1930年（昭和5年）8月に歩兵第10連隊長に転じ、1932年（昭和7年）3月11日に仙台陸軍教導学校附となり、4月11日に仙台陸軍教導学校長に就任した。
1933年（昭和8年）3月に陸軍少将に進級し、1935年（昭和10年）3月に豊橋陸軍教導学校長に就任した。二・二六事件で豊橋陸軍教導学校から決起将校を2名出したことから、1936年（昭和11年）3月7日に待命、3月17日に予備役に編入された。1938年（昭和13年）3月1日に召集され、歩兵第31旅団長（北支那方面軍・第109師団）に就任し、日中戦争に出動。太原の警備や河北戡定作戦、山西軍の討伐などに参加し、1939年（昭和14年）3月9日に召集解除となった。